# Lilljekvists hus

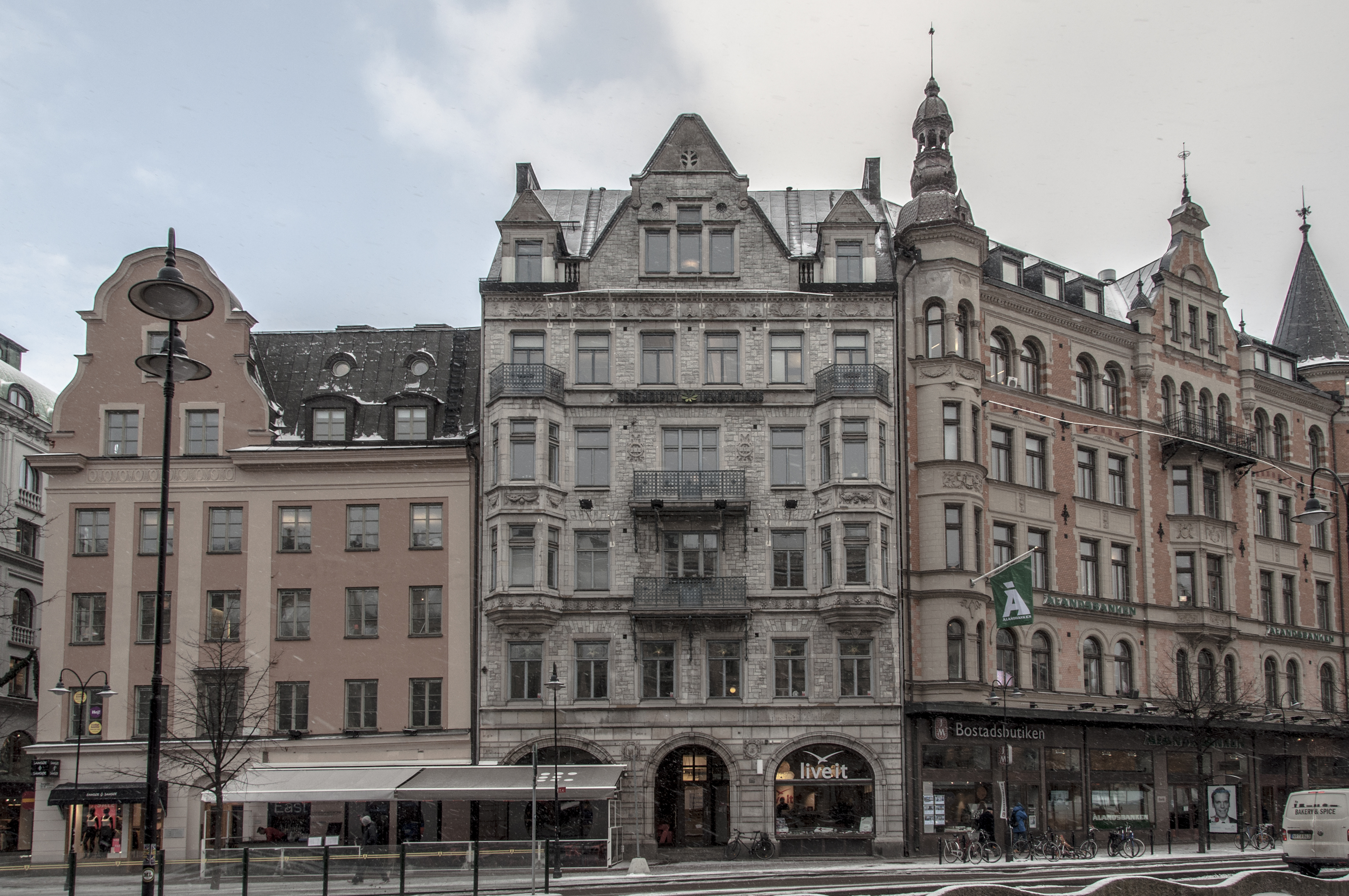
Lilljekvists hus

Lilljekvists hus är en byggnad vid Stureplan 15 på Norrmalm i Stockholm.

## Historik
Fastigheten Sumpen 10 uppfördes ursprungligen som bostadsfastighet 1896-1897 efter ritningar av Dramaten-arkitekten Fredrik Lilljekvist, som tillika var dess byggherre. Byggmästare var Carl August Olsson. Lilljekvist ritade en anglosaxiskt inspirerad gavelfasad i kalksten från Lomma och marmor från Mölnbo. Den artikuleras med burspråk och balkonger. I dekoren har liljekvistar inordnats. Bottenvåningen upptas av tre stora rundbågar. Arkitekten inredde även sitt ritkontor i byggnaden.
I grannhuset (Stureplan 13) öppnade 1922 restaurangen Brända tomten som utvidgade sina lokaler 1931 till Lilljekvists hus. Brända tomten stängde 1987 och den asiatiska restaurangen East flyttade in. På 1930-talet genomfördes en ombyggnad av de nedre våningarna av Ivar Tengbom, då ett avdelningskontor för Stockholms enskilda bank iordningställdes.
Byggnaden är idag kontoriserad. Den har grönklassats av Stadsmuseet i Stockholm vilket innebär att den kulturhistoriskt kan anses som särskilt värdefull.

## Bilder

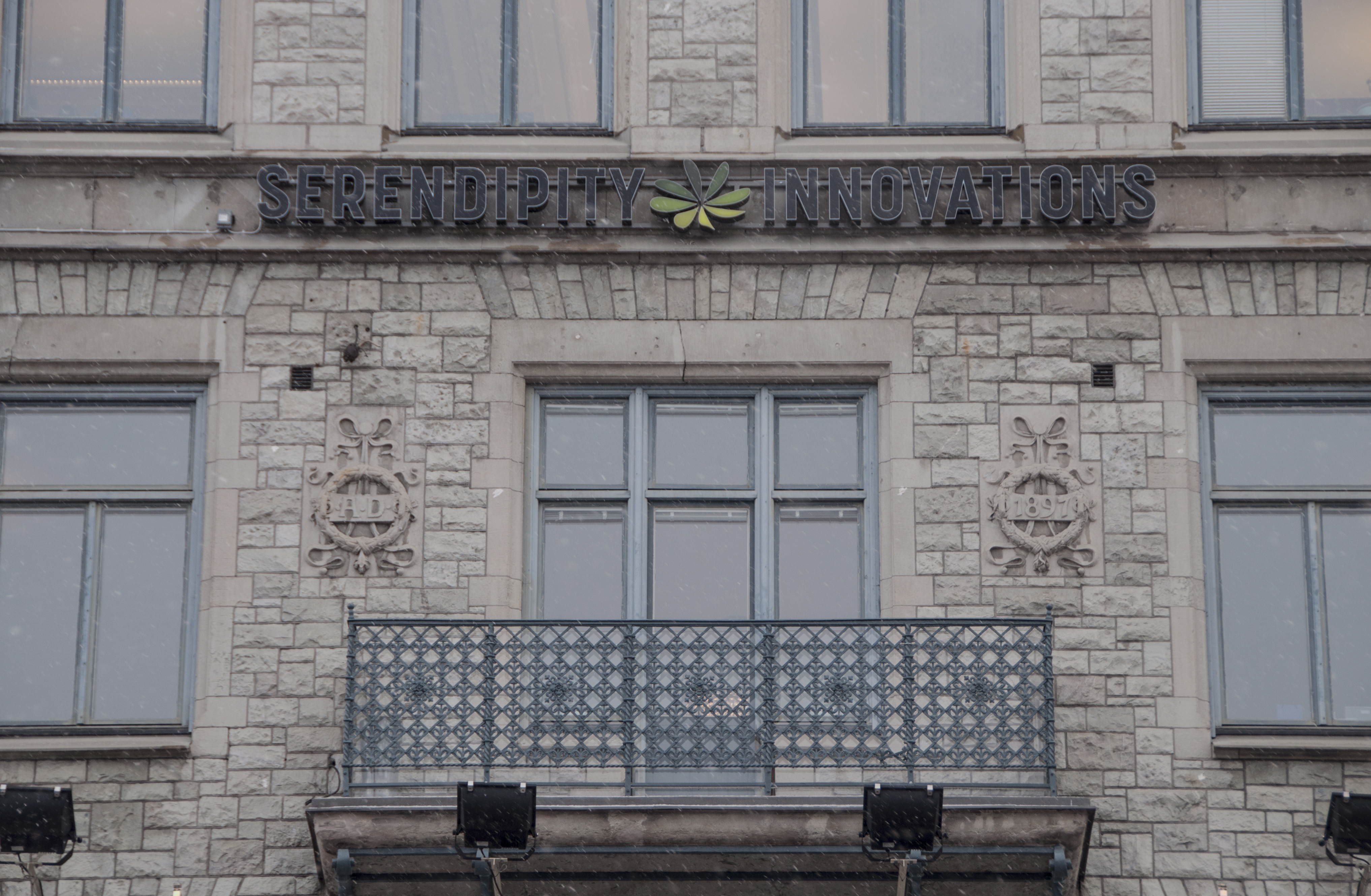
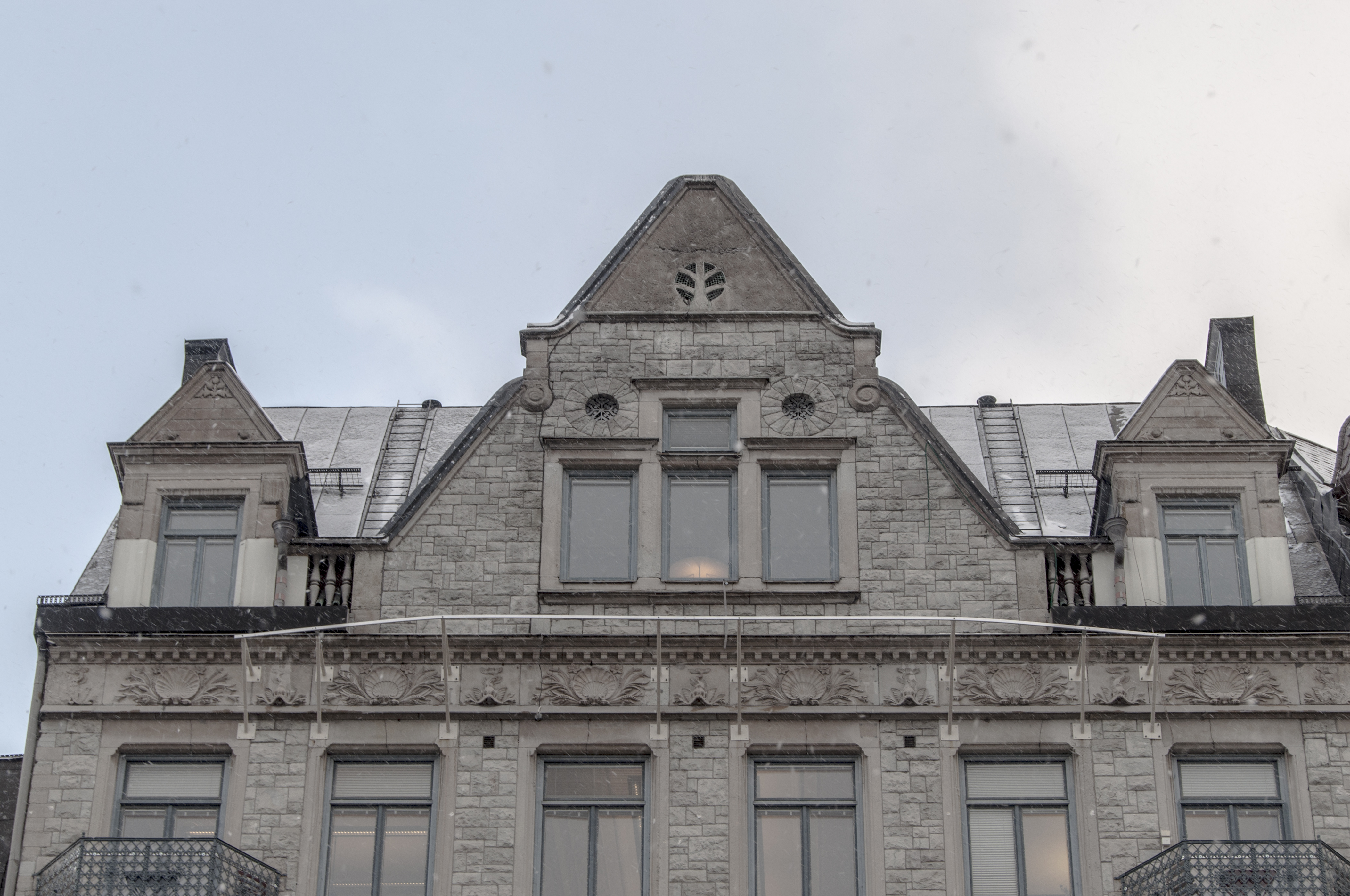
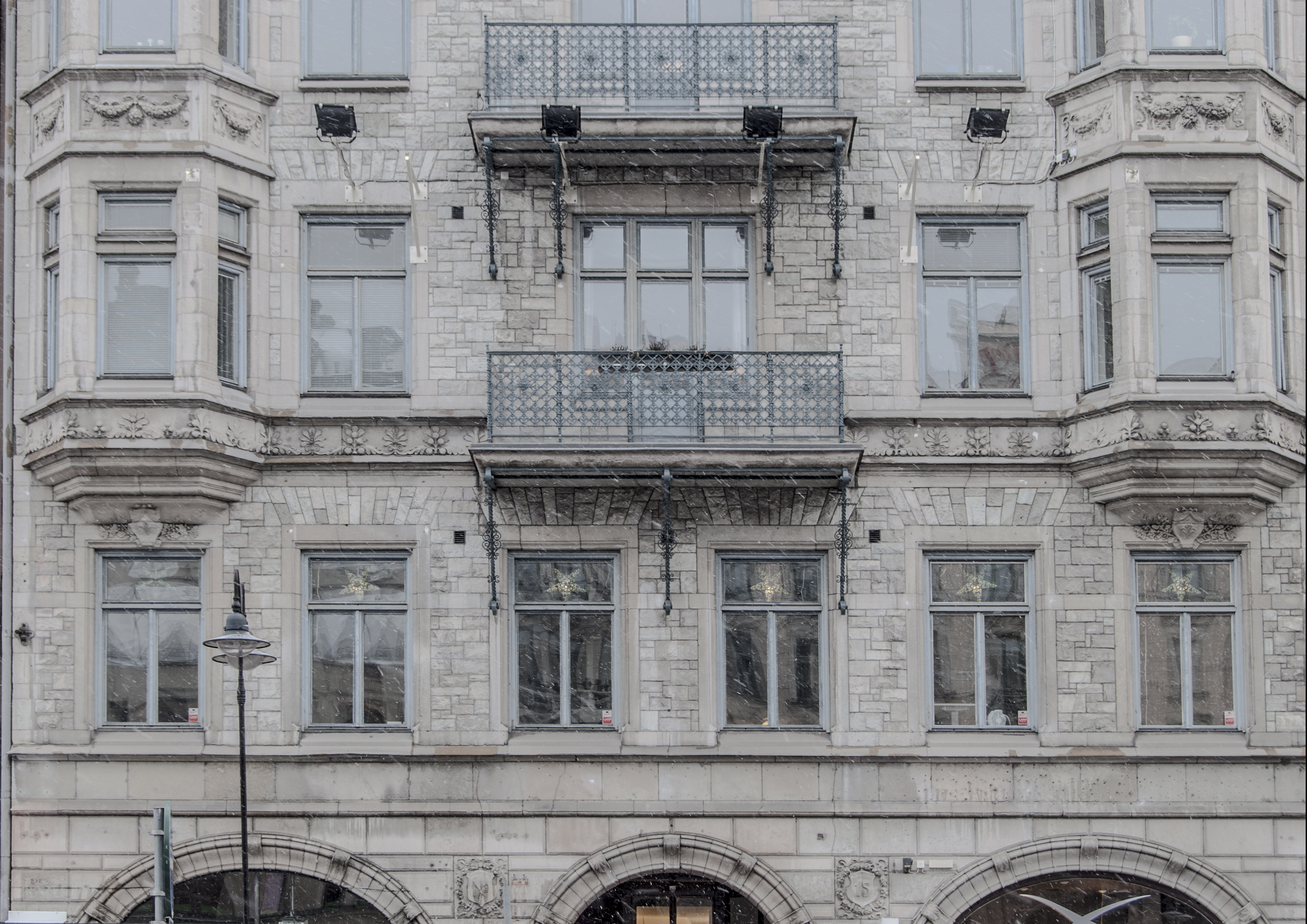
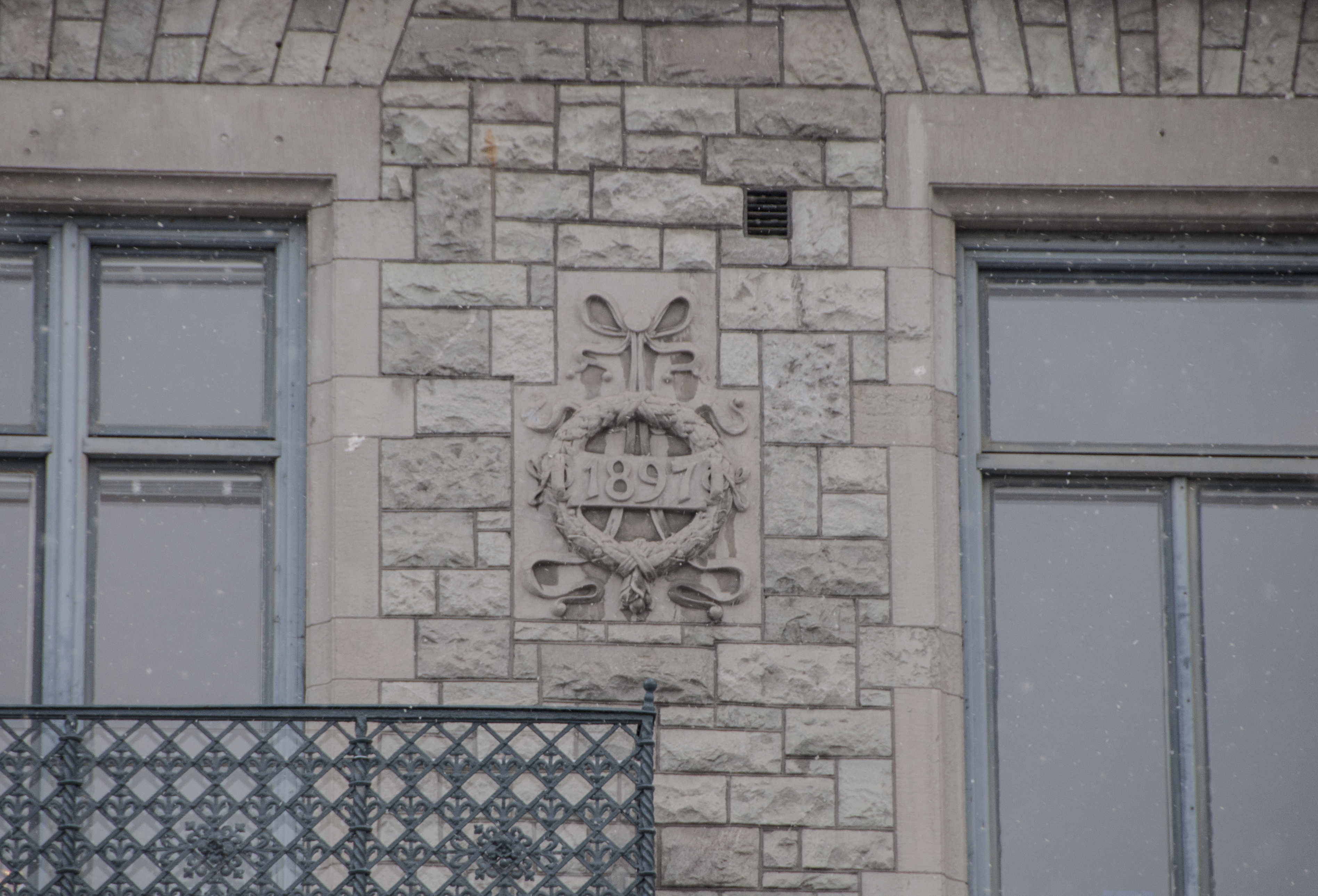